# Eric Gill

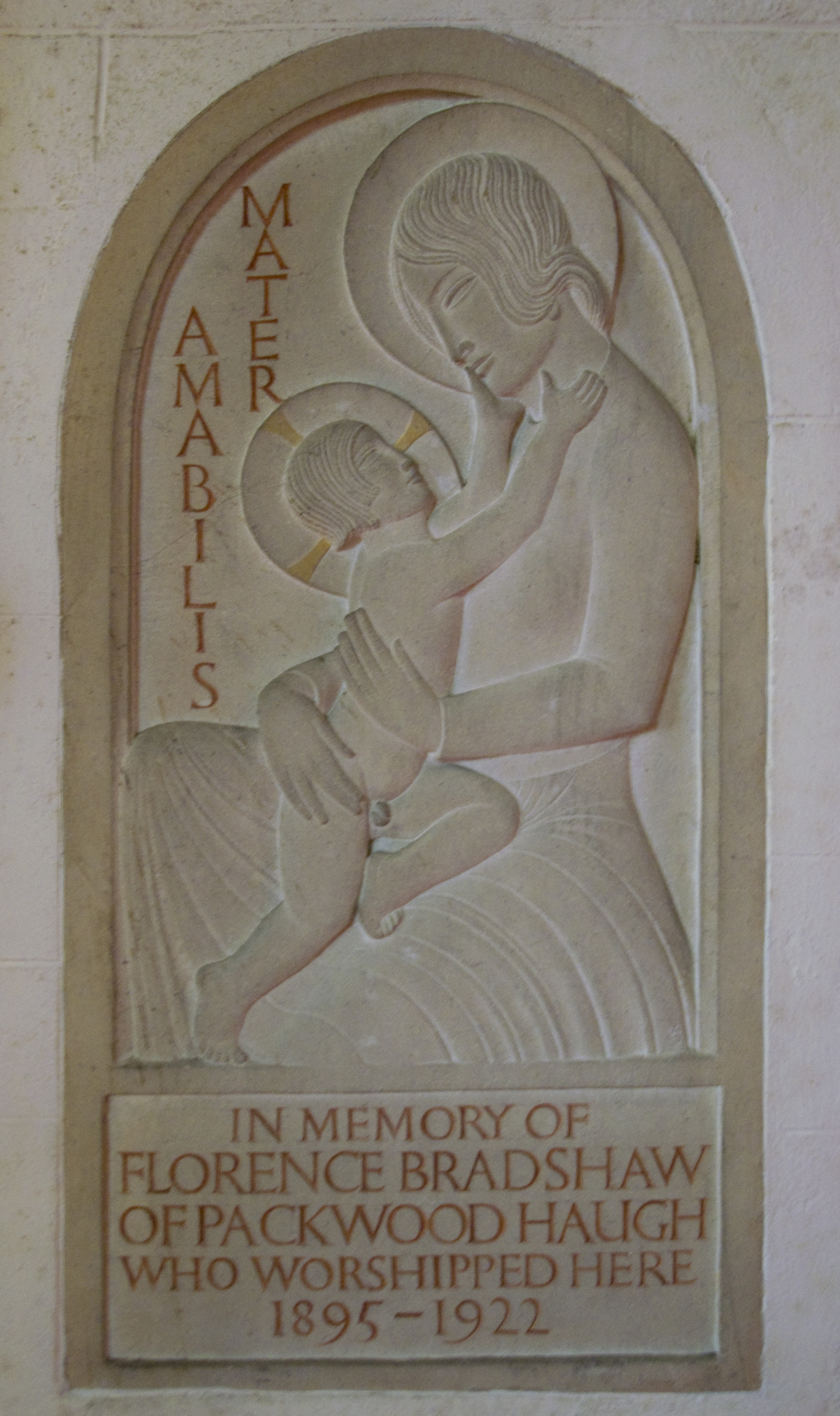
Obra de Eric Gill.

Arthur Eric Rowton Gill, conocido como Eric Gill (Brighton, Sussex, 22 de febrero de 1882 - Uxbridge, 17 de noviembre de 1940), fue un tipógrafo y escultor inglés, conocido por su aportación en el campo de la tipografía, donde creó su famosa familia de tipos Gill Sans.

## Biografía y obra
Gill empezó a estudiar en la escuela de Arte de Chichester a la edad de 17 años, luego continuó sus estudios en la Central School of Arts and Crafts en Londres, donde fue alumno del tipógrafo y calígrafo Edward Johnston. Gill solía hacer trabajos arquitectónicos y de escultura además de crear portadas para diversos libros con base al grabado en madera.
En 1906 se casó con Ethel Moore; él y su familia se mudaron a una comunidad de artistas en Ditchling, Sussex.
En 1914 Gill conoció a Stanley Morison, con quien colaboró haciendo trabajos en la editorial Burns & Oates. 
Entre 1913 y 1917 se dedicó principalmente a la talla de las Estaciones del Viacrucis de la Catedral de Westminster, la obra que lo puso en primera fila de los escultores ingleses contemporáneos.
Durante 1925 Morison se encontraba trabajando para Monotype como consejero tipográfico. Fue entonces cuando se acercó a Gill para así crear una nueva tipografía, a pesar de que este último decía que su conocimiento en tipografía era nulo y que no formaba parte de su campo laboral. Después de un largo periodo de trabajo, Gill creó su primer tipo conocido como Perpetua, que en 1929 fue editada por Monotype.
En 1931 publicó su libro An Essay on Typography (Un ensayo sobre tipografía) en el cual utilizó su propio tipo, Joanna. Aquí, Gill describió sus puntos de vista en tipografía y sobre el humanismo en plena era industrial.
Eric Gill también es conocido por su excelente trabajo en el diseño e ilustración de libros; uno de sus más notables trabajos fue en el libro The Four Gospels.
Una de las frases célebres de Eric Gill en cuanto a la Tipografía fue: «Las letras son cosas, no dibujos de cosas».
Hombre profundamente religioso, en sus diarios personales recogió sus frecuentes abusos sexuales a sus propias hijas, la relación incestuosa que mantenía con su hermana, así como sus actividades zoofílicas con su perro.
Falleció el 17 de noviembre de 1940 de cáncer en el pulmón. Fue sepultado con una lápida diseñada por él mismo en la que especificaba que era grabador.
Tipografías creadas por Eric Gill
- Gill Sans (series 231 - 1928)

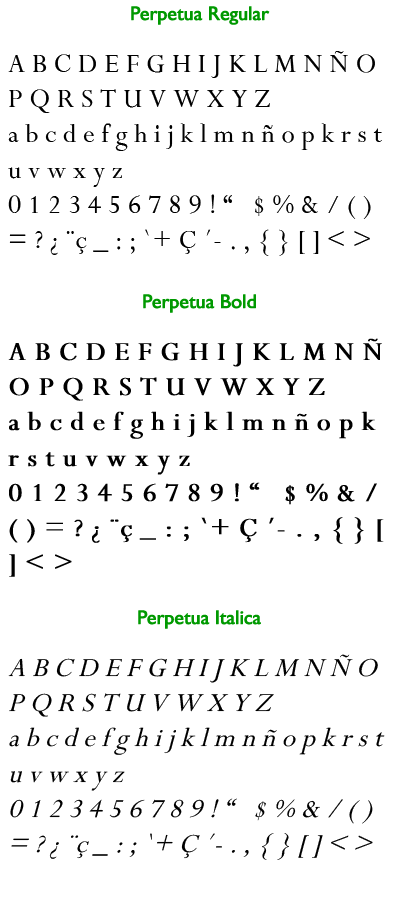
Perpetua, el primer tipo de Eric Gill.

- Perpetua y su cursiva, Felicity (1929)
- Solus (1929)
- Golden Cockerel Roman (1930)
- Joanna (Hague & Gill - 1930)
- Bunyan (1934)